# Concubinage en France
Pour un article plus général, voir Concubinage.
En France, le concubinage est un mode de conjugalité défini comme l'union de fait entre deux personnes qui vivent en couple, sans être mariés ni pacsés. Auparavant réservé aux couples hétérosexuels, le concubinage est ouvert aux couples de même sexe en 1999. Lorsqu'il est prouvé, il a certains effets juridiques.

## Définition
Étymologiquement, concubin signifie « celui qui couche avec ».
L'article 515-8 du Code civil définit le concubinage comme « une union de fait, caractérisée par une vie commune présentant un caractère de stabilité et de continuité, entre deux personnes, de sexe différent ou de même sexe, qui vivent en couple ».
Le concubinage ne résulte d'aucun contrat, d'aucun acte administratif. Il peut tout au plus faire l'objet d'une convention, rédigée sous seing privé ou avec l'aide d'un notaire, destinée à régler des questions patrimoniales (en procédant à l'inventaire des biens de chacun). Toutefois la loi ne reconnaît, en matière de concubinage, aucune obligation de fidélité, de maintien d'une communauté de vie ou d’assistance entre les intéressés et interdit même aux concubins d’en créer conventionnellement.

## Évolution juridique
Sous l'Ancien Régime, le droit canon condamnait le concubinage pour des raisons liées à la morale religieuse et la force symbolique du mariage religieux. Après la Libération, les concubins sont reconnus comme des ayants droit aux allocations familiales. Face au développement de ce type d'union, le droit va devoir, dès 1968, s'adapter à cette nouvelle situation.
Ainsi, deux arrêts méritent d'être soulignés :
- Arrêt « Dangereux », C. Cass. 1970, prend en compte le préjudice moral et matériel d'une concubine pour le décès accidentel de son concubin.
- Arrêt « Toros », C.Cass. 19 juin 1975, répare le préjudice subi par la concubine en cas de décès accidentel, le concubin étant marié. Il y a eu indemnisation de l'épouse et de la concubine.

En parallèle, le législateur est intervenu sur deux points :
- Loi du 3 janvier 1972, décide de l'égalité des enfants naturels (hors mariage) et légitimes (issus d'un couple marié)
- Loi du 11 juillet 1975, dépénalise l'adultère.

Le concubinage est progressivement pris en compte dans différents domaines :
- certaines entreprises ont commencé à octroyer à leurs salariés vivant en concubinage des avantages jusqu'alors réservés aux personnes mariées ;
- le recours à la procréation médicalement assistée (PMA) a été autorisé entre concubins de sexes différents par la loi du 29 juillet 1994 ;
- le droit de bail est devenu transférable au concubin, même s'il n'est pas intervenu au bail, en cas de décès ou de séparation ;
- les libéralités entre concubins, longtemps annulées par les tribunaux qui considéraient qu'elles étaient motivées par une cause immorale, ont été acceptées si elles n'avaient pas pour objet de favoriser ou prolonger cette cause, puis autorisées en toutes circonstances par un arrêt de la Cour de cassation du 3 février 1999.

En dépit de l'opposition de la Cour de cassation (1989 et 1997), le concubinage a finalement été ouvert aux couples homosexuels et défini par la loi du 15 novembre 1999.

## Distinction avec les autres formes de conjugalité

### Distinction entre concubinage et union libre
L'union libre n'est pas une notion présente dans le droit français : elle ne fait l'objet d'aucun texte, ni pour l'autoriser expressément, ni pour la définir, ni pour l'interdire, ni même pour lui attacher un quelconque droit particulier.
En France, toute personne majeure non engagée par le mariage ou par un contrat de PaCS est donc libre de vivre avec toute autre personne majeure, ou même avec plusieurs personnes, engagée(s) ou non, et d'entretenir avec ces personnes toutes formes de relations, y compris sexuelles, dès lors que celles-ci font l'objet d'un consentement mutuel. Cet état de fait peut être qualifié d'« union libre » mais personne ne peut s'en prévaloir ou exiger un quelconque avantage sur ce fondement.
Le concubinage, au contraire, fait l'objet d'une définition plus restrictive et bénéficie d'un régime juridique, social et fiscal (toutefois fort limité).

### Distinction entre concubinage, PaCS et mariage civil
Le concubinage est une situation de fait, dont la preuve peut être établie à tout moment par quiconque, tandis que le mariage et le partenariat ne sont valablement constitués que par suite d'une démarche juridique des intéressés. De même, la rupture du concubinage pourra être simplement constatée, tandis que la rupture du PaCS devra faire l'objet d'une déclaration ; quant au mariage, il ne peut être soldé que par un divorce (ou dans de très rares cas être annulé). Le PaCS, et à plus forte raison le mariage, produisent des effets juridiques bien plus étendus que le concubinage dans un grand nombre de domaines. Enfin, seul le mariage prévoit des dispositions en matière de filiation (comme la présomption de paternité).

## Régime juridique

### Éléments constitutifs du concubinage
L'article 515-8 du Code civil requiert expressément plusieurs conditions pour acter le concubinage :
- c'est une union de fait entre deux personnes : la définition exclut donc toute forme de conjugalité entretenue entre plus de deux personnes ; elle est aussi, par extension, censée être exclusive de toute autre forme d'union conclue par chacun des intéressés (qui ne peuvent en principe pas être engagés simultanément par un mariage, un partenariat, ou un autre concubinage) ;
- caractérisée par une vie commune : les personnes concernées doivent vivre sous le même toit mais le législateur n'ayant pas fixé de délai minimal, le juge devra apprécier la pérennité de la relation ;
- qui vivent en couple : vie de couple n'est pas synonyme de vie sexuelle, mais s'il existe des liens consanguins entre les intéressés, cela interdira au juge de considérer que ceux-ci forment un couple.

Certains textes antérieurs à la loi du 15 novembre 1999 toujours en vigueur, tels que la loi du 6 juillet 1989 relative aux baux d'habitation, se référent expressément au « concubinage notoire » et fixent une durée minimale d'un an de vie commune, mais ni cette durée ni cette notion de notoriété n'ont été reprises dans la définition qui prévaut désormais.
Par exception, il peut arriver qu'une situation de concubinage soit reconnue par la justice alors que l'un des deux concubins est toujours engagé par ailleurs dans un mariage (cette situation est souvent dénoncée par le conjoint lésé qui souhaite faire prononcer un divorce pour faute). De même, lorsque les époux sont séparés de corps, et bien que cela soit contraire à la loi car la séparation de corps ne délie pas de l'obligation de fidélité, il est généralement admis qu'ils puissent faire reconnaître une situation de concubinage simultanée au mariage.

### Preuve du concubinage
En tant que situation de fait, le concubinage est soumis au régime probatoire des faits juridiques et peut être établi par tous moyens par quiconque.

#### Preuve du concubinage par les concubins
Ils peuvent prouver l'existence de leur relation par tous moyens et notamment en présentant :
- un certificat de concubinage, ou de vie commune : encore délivré par certaines mairies, la valeur juridique de ce document, établi généralement sur la base d'une simple déclaration sur l'honneur (ou sur présentation d'une facture établie aux deux noms, par exemple) est toute relative (depuis la mise en place du PaCS en 1999, les mairies n'ont plus l'obligation de délivrer ce document) ;
- un acte de communauté de vie : depuis la loi du 8 janvier 1993, le législateur organise une preuve de la vie maritale pour établir la filiation : les parents naturels ayant tous deux reconnu leur enfant dans l'année suivant sa naissance et justifiant d'une communauté de vie au moment de cette double reconnaissance peuvent exercer en commun l'autorité parentale ; à ce titre, pour prouver leur communauté de vie, ils peuvent s'adresser au juge aux affaires familiales du Tribunal d'instance dont ils dépendent et demander que leur soit remis un « acte de communauté de vie » (article 372-1 du Code civil).

#### Preuve du concubinage par des tiers
- Preuve lors du divorce : à l'occasion d'un divorce pour faute, l'un des époux peut vouloir démontrer que son conjoint vit en concubinage avec un tiers. Il a alors le plus souvent recours à un constat d'adultère et doit se conformer aux exigences de l'article 259-2 du Code civil.
- Preuve du concubinage par les autorités administratives : les pouvoirs d'investigation dont dispose l'administration sont limités par les exigences de la protection de la vie privée des individus et il est souvent difficile pour les autorités administratives de faire la preuve de l'existence d'un concubinage entre deux personnes.

## Effets juridiques
S'agissant d'une situation de fait, le concubinage ne fait en principe naître aucune obligation entre les concubins, qui ne se doivent ni fidélité, ni secours, ni assistance. Le principe qui prévaut en la matière se résume en cette phrase : « la liberté de chacun prévaut ». En principe donc, il y a absence totale d'effets légaux du concubinage. Il en va différemment à l'égard des tiers en raison de l'apparence résultant de la communauté de vie.

### Effets entre les concubins
L'article 220 et 226 du code civil (pour le mariage) et 515-4 du code civil (pour le PACS) qui prévoient par exemple tous les deux l'obligation de contribuer aux charges du ménage et la solidarité entre époux pour les dettes contractées pour les dépenses courantes ne s'appliquent pas au concubinage : les concubins gardent la libre disposition de leurs revenus respectifs et n'ont aucun pouvoir de cogestion, ils peuvent tout au plus se donner mutuellement pouvoir d'agir au nom et pour le compte de l'autre.
Les contrats à titre onéreux entre concubins sont valables, qu'il s'agisse d'un prêt, d'une vente ou d'un contrat de travail. De même, ils peuvent acquérir des biens en indivision et régler contractuellement leurs rapports patrimoniaux par le biais d'une convention de concubinage, mais cette convention doit se limiter à constituer un inventaire des biens de chacun et de ceux acquis en commun en vue d'en faciliter le partage en cas de rupture du concubinage.
Les libéralités entre concubins ont longtemps été frappées de nullité, même si les tribunaux admettaient les legs « de pure bienveillance ». Ces dons et legs sont désormais autorisés mais des difficultés subsistent :
- il est possible de les révoquer pour survenance d'enfant (article 970 du Code civil),
- il est difficile de prouver l'intention libérale lorsque la donation n'a pas revêtu une forme solennelle,
- la donation sera limitée s'il existe un conjoint ou des enfants « protégés » (c'est par exemple le cas d'enfant issu d'un couple dont l'un des deux était lié par les liens du mariage avec une autre personne),
- la fiscalité qui s'applique sur les dons entre concubins est calculée au taux maximal.

### Effets vis-à-vis de l'administration
Pour l'administration fiscale, le concubinage n'est pas reconnu et chaque concubin doit déclarer ses revenus séparément, sauf pour le calcul de l'impôt de solidarité sur la fortune qui fait exception ; toutefois les concubins ne sont jamais réputés solidaires du paiement de l'impôt. Les enfants communs aux deux concubins peuvent être comptés à charge par leur père ou par leur mère, mais pas par les deux (en revanche, le parent qui ne déclare pas avoir l'enfant à charge peut verser une pension alimentaire à l'autre parent et la déduire de son propre revenu imposable, mais cette pension entre alors dans le revenu imposable de son concubin). La situation est appréciée au 1er janvier de l'année d'imposition.
Pour l'assurance maladie, il est possible de faire reconnaître son concubin comme ayant droit si celui-ci vit à la charge de l'assuré. Pour l'assurance vieillesse, en revanche, le concubinage n'est pas pris en compte et n'ouvre par exemple pas droit à la pension de réversion à la suite du décès du concubin, mais le fait de vivre en concubinage n'empêche pas de percevoir une pension de réversion si les ressources du ménage n'excèdent pas un plafond. Pour l'assurance chômage, la démission de son travail pour suivre son concubin n'ouvre pas droit aux allocations chômage (alors que cette possibilité est offerte aux couples pacsés ou mariés). Pour les caisses d'allocations familiales, c'est au contraire la « vie maritale » qui est prise en compte, sans s'intéresser à la forme que prend cette dernière (concubinage, partenariat ou mariage).
Dans la fonction publique, il est possible de faire valoir son statut de parent : le concubinage en tant que tel n'ouvre pas le droit au rapprochement de conjoint en cas de mutation professionnelle, mais c'est en invoquant l'intérêt de l'enfant qu'il sera possible de faire valoir des droits semblables à ceux qu'obtiennent les couples mariés ou pacsés et d'écourter ainsi l'éloignement de l'un des deux parents du reste de la famille.
L'obtention d'un titre de séjour sera seulement facilitée pour un concubin étranger après cinq ans de vie commune, elle demeurera néanmoins plus difficile à obtenir que si les intéressés concluent un PaCS (durée réduite à trois ans de vie commune) ou un mariage (obtention automatique au bout d'un an).

### Le concubinage à l'égard des tiers
Même si les concubins restent étrangers l'un à l'autre, les tiers peuvent valablement invoquer l'action paulienne lorsque l'un des concubins agit en fraude de leurs droits (article 1167 du Code civil).
Les concubins ne sont, en principe, pas solidaires des dettes contractées par l'un d'entre eux. Néanmoins, lorsque les concubins vivent comme des époux et entretiennent l'ambiguïté sur la nature de leur relation, l'apparence créée à l'égard des tiers va produire des effets et les créanciers du ménage peuvent s'en prévaloir en cas d'erreur légitime : ils invoqueront alors la théorie de l'apparence.

## Rupture du concubinage

### Rupture volontaire
Elle peut résulter :
- d'une décision prise en commun ou par un seul des concubins de rompre la relation ;
- du départ d'un des concubins du domicile commun, qui, s'il prend les apparences d'un départ définitif, peut être interprété comme une rupture ;
- d'une transformation du concubinage en partenariat ou en mariage.

De même qu'il n'est pas nécessaire d'acter le concubinage par un écrit spécifique, il n'est pas nécessaire d'effectuer une quelconque démarche pour le rompre. C'est toujours l'observation de la situation effective qui permet de déterminer si des personnes vivent en concubinage : en pratique, dès lors que les intéressés ne vivent plus sous le même toit, ils ne peuvent plus être considérés comme concubins.
Si les concubins ont établi leur résidence principale commune depuis au moins un an dans un logement que l'un d'entre eux a loué, l'article 14 de la loi du 6 juillet 1989 permet, en cas d'abandon du domicile par le locataire, au « concubin notoire » de ce dernier resté dans les lieux de faire transférer le contrat de bail à son nom (même s'il ne figure pas sur le contrat de bail initial).
Lors de la séparation, chaque concubin reste évidemment propriétaire de ses biens propres, mais des difficultés peuvent se poser pour les biens acquis en indivision : il faut soit conserver l'indivis, soit procéder à un partage ou à un rachat de la part de l'autre concubin, soit parvenir à s'entendre sur une vente à un tiers et partager le bénéfice de la vente.
De même la collaboration de l'un des concubins à l'activité de l'autre ne peut être occultée en cas de séparation. Dans cette hypothèse, il existe deux types de palliatif de l'absence de régime matrimonial :
- faire constater une société créée de fait :

Cela suppose qu'au cours de la vie commune, les membres du couple aient affecté des biens ou leur industrie à une entreprise commune dont ils assuraient la direction et la gestion dans le but de réaliser des bénéfices et des économies, tout en s'engageant à en assumer les pertes, ceci sans avoir manifesté la volonté d'être associé. Cette situation est admise par la jurisprudence constante, à condition que les éléments constitutifs d'une société soient réunis : apports de chacun des concubins, participation effective aux bénéfices et aux pertes. Par voie de conséquence, la cohabitation, même prolongée, et la confusion des biens, ne peuvent être suffisants pour admettre la société créée de fait.
- faire constater un enrichissement sans cause :

Si les concubins ne peuvent se prévaloir d'une société créée de fait, l'un des ex-concubins peut demander une indemnisation sur le fondement de l'enrichissement sans cause, mais ce fondement est assez souvent rejeté. Cependant il existe un cas où une construction édifiée en commun sur le terrain de l'ex-concubine lui a permis d'invoquer l'action de in rem verso, car elle s'est appauvrie en dehors de tout intérêt personnel ou intention libérale alors qu'elle n'a jamais profité de l'investissement qui a procuré à son ex-compagnon un enrichissement sans contrepartie. De même, la collaboration de la concubine consistant à servir les clients du fonds, sans rétribution, ne doit pas être assimilée à une dépense commune, et implique par elle-même l'appauvrissement de la concubine et l'enrichissement corrélatif de son concubin (1re Chambre civile, Cour de Cassation, 15 octobre 1996).

### Rupture par décès de l'un des concubins
En cas de décès de l'un des concubins, le survivant n'a aucune vocation successorale. Il peut seulement invoquer l'article 14 de la loi du 6 juillet 1989 qui prévoit le transfert du contrat de location au « concubin notoire » en cas de décès du locataire s'il vivait avec lui depuis au moins un an.
Le droit à réparation en cas de décès du concubin ne peut en principe pas non plus être invoqué : la jurisprudence refuse généralement toute indemnisation dans cette hypothèse (dans un arrêt de sa chambre mixte en date du 27/02/1970, la Cour de cassation a pourtant admis qu'une femme pouvait agir en réparation du préjudice subi du fait de la disparition de son concubin,).